# Scharfenstein (Žitavské hory)
Scharfenstein (v překladu Ostrý kámen) je pískovcový skalní vrchol kopce Scharfenberg na území Chráněné krajinné oblasti Žitavské hory, součásti Přírodního parku Žitavské hory (Naturpark Zittauer Gebirge) v zemském okrese Zhořelec (mezi roky 1994 až 2008 se jednalo o zemský okres Löbau-Zittau) v Sasku. Scharfensteinu se někdy přezdívá "Hornolužický Matterhorn" nebo "Matterhorn Žitavských hor". Vrch se nachází na katastrálním území obce Oybin, asi 1,5 km vzdušnou čarou od česko-německé státní hranice. Z geografického hlediska toto území přináleží do geomorfologického celku Lužické hory, v severní saské části nazývaných jako Žitavské hory (Zittauer Gebirge).

## Popis

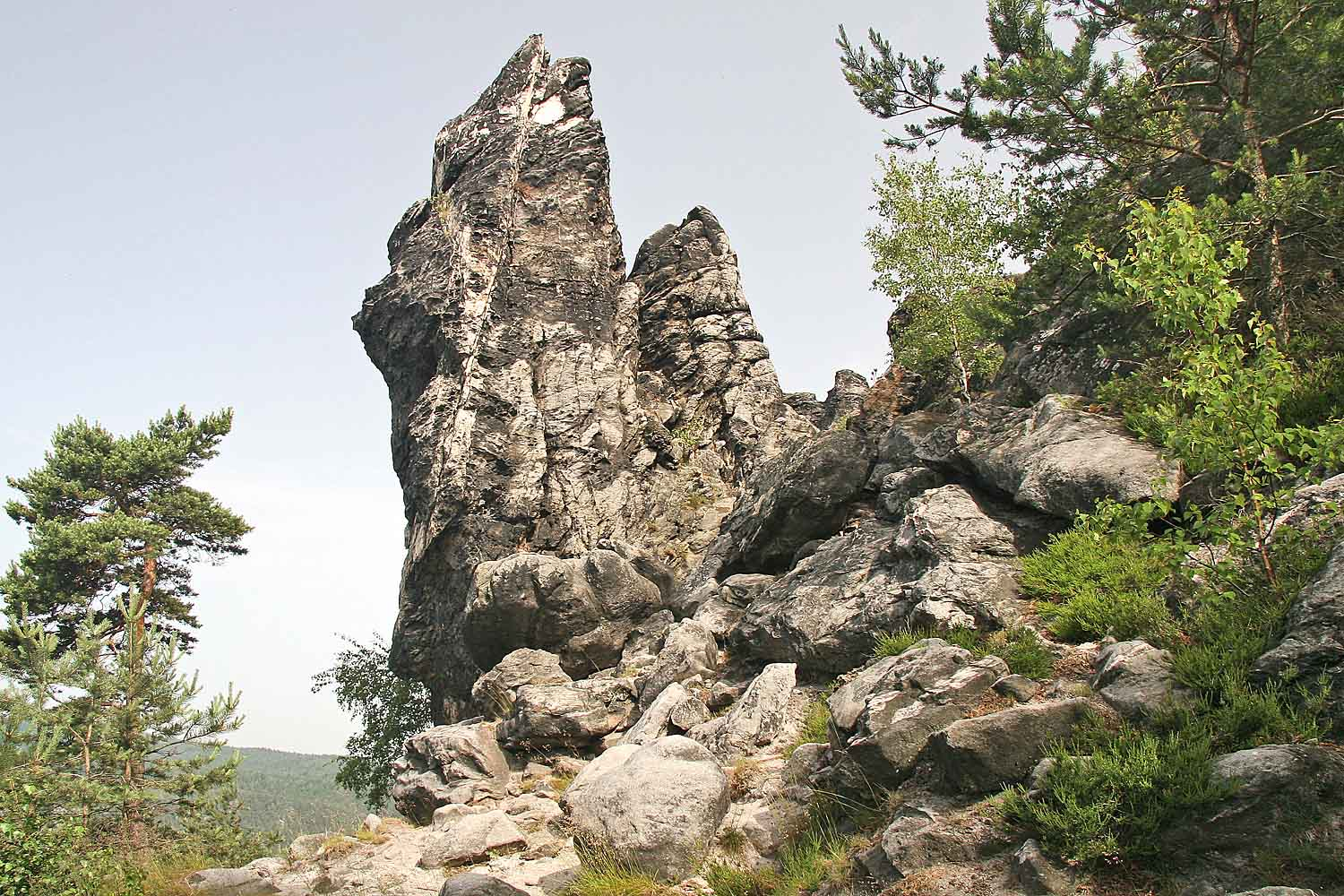
Scharfensteinská skalní jehla

Jako Scharfenstein je označováno mohutné vrcholové skalisko, které je dominantním vrcholem kopce Scharfenberg, jehož celková nadmořská výška i s uvedenou skálou činí 569 metrů. Scharfenstein se nachází mezi Töpferem na severu a Brandhöhe na jihu, jen necelých 500 metrů vzdušnou čarou od východního okraje Oybinu a zhruba 1 km severně od Lückendorfu. Výška samotné vrcholové skály je zhruba 25 metrů, přičemž některé zdroje uvádějí celkové převýšení nad okolním hřbetem až 45 metrů. Šířka skalního pilíře, tvořeného prokřemenělým pískovcem, který odolával zvětrávání lépe než okolní sedimenty, je přibližně 40 metrů. Na jižní straně vrcholových partií Scharfenbergu se tyčí štíhlejší skalní věž Scharfensteinnadel (Scharfensteinská jehla).
Z vrcholu Scharfensteinu je kruhový výhled na Oybin s hradní skálou, Luž, Ameisenberg, Hvozd, pohraniční hřeben a Ještěd. Směrem na severovýchod  se otevírá pohled do Žitavské pánve a na polský povrchový uhelný důl Turów, při dobré viditelnosti je možno na východě zahlédnout i Jizerské hory a  Krkonoše.

## Historie
Podle neověřených teorií mohl být Scharfenstein ve středověku v dobách ohrožení využíván jako pozorovatelna. První stupy, umožňující dosažení vrcholu Scharfensteinu, byly však na severní straně skály vytesány až v roce 1859. O turistické zpřístupnění  vrcholu se pak postarali členové turistického spolku Globus ze Žitavy v roce 1887, kteří zde vybudovali strmé železné schodiště a  vrcholovou plošinu zabezpečili zábradlím. Na vrcholu skály byla upevněna větrná korouhev, která byla vysvěcena 29. června 1887. V sedmdesátých letech 20. století bylo schodiště obnoveno, 19. června 1993 členové Horského spolku z Oybinu umístili na vrchol novou korouhev a vrcholovou knihu.

## Horolezectví
Scharfenstein je využíván pro horolezecké aktivity od poloviny 50. let 20. století. Na západní straně skály je kromě vrcholové knihy umístěn i slaňovací kruh.